# Kultura Chłopice-Veselé
Kultura Chłopice–Veselé je archeologická kultura konce eneolitu a počátku starší doby bronzové pojmenovaná podle lokalit Chłopice v Malopolsku a Veselé na jihozápadním Slovensku. Vyskytovala se na západní Ukrajině, v jižním Polsku, v Horním Slezsku, na  Moravě a jihozápadním Slovensku. Na Moravě a na Slovensku je základem pro vznik nitranské skupiny, v Polsku a ve Slezsku se vyvinula v kulturu mierzanowickou (z toho důvodu ji někteří polští badatelé označují jako kulturu protomierzanowickou).

## Formování a šíření
Kultura Chłopice–Veselé se vytvořila na sklonku eneolitu na území severně od Karpat v jižním Polsku a na západní Ukrajině. Začala pronikat směrem na jih Moravskou branou a podél levého břehu Moravy až na jihozápadní Slovensko po Dunaj. Další proud šíření vedl přes Malé Karpaty taktéž na jihozápad Slovenska, kde kultura dospěla až po tok Nitry. Slabý proud pronikl na východě přes Karpaty do Košické kotliny. Rozšíření kultury dále zasáhlo oblast Visly v Polsku, severní část horního Slezska a Zakarpatsko.

## Chronologie a periodizace
Vlastně se jedná o dvě vývojové fáze: starší kultura Chłopice a pozdější kultura Veselé. Na Moravě a na Slovensku plynule přechází do nitranské kultury, v Polsku a ve Slezsku do mierzanowické kultury.

## Sídliště
Sídliště této kultury se vyskytují na terasách vodních toků na půdách typu černozem, hnědozem a na nivních půdách.

## Pohřebiště
Pohřebiště jsou kostrová. Těla byla většinou pohřbena ve skrčené poloze. Na Slovensku je nejznámější pohřebiště u obce Veselé (které dalo kultuře část pojmenování), na Moravě jsou známé hroby z Holešova, Hulína a Uherského Hradiště.

## Hmotná náplň
Výzdoba keramických nádob této kultury, provedená textilní šňůrou, prozrazuje její návaznost na kulturu se šňůrovou keramikou pozdního eneolitu. Tento vliv je patrný zejména v severní části rozšíření. Typologie a technologie nádob jižní části osídlení na Dunaji ukazuje na vlivy kultury se zvoncovitými poháry.